# Municipio de Center (Dakota del Sur)
El municipio de Center (en inglés: Center Township) es un municipio ubicado en el condado de Aurora en el estado estadounidense de Dakota del Sur. En el año 2010 tenía una población de 85 habitantes y una densidad poblacional de 0,92 personas por km².

## Geografía
El municipio de Center se encuentra ubicado en las coordenadas 43°32′32″N 98°36′57″O / 43.54222, -98.61583. Según la Oficina del Censo de los Estados Unidos, el municipio tiene una superficie total de 92.06 km², de la cual 92,06 km² corresponden a tierra firme y (0 %) 0 km² es agua.

## Demografía
Según el censo de 2010, había 85 personas residiendo en el municipio de Center. La densidad de población era de 0,92 hab./km². De los 85 habitantes, el municipio de Center estaba compuesto por el 100 % blancos. Del total de la población el 0 % eran hispanos o latinos de cualquier raza.